# 芮氏织纹螺
芮氏织纹螺（学名：Nassarius reeveanus），是新腹足目织纹螺科织纹螺属的一种。主要分布于印度尼西亚，常栖息在潮间带。